# Корнилов, Иван Михайлович
Иван Михайлович Корнилов (22 февраля 1912, Дивеево, Нижегородская губерния, Российская Империя ― 27 апреля 1998, Екатеринбург) ― советский и российский хозяйственный и общественный деятель, почётный гражданин города Екатеринбурга (1995), лауреат Государственной премии СССР. Директор Уральского оптико-механического завода (1961—1986).

## Биография
Родился 22 февраля 1912 года в селе Дивеево, ныне Дивеевского района Нижегородской области, в многодетной семье служащего.
Окончил педагогический техникум, работал учителем, одновременно проходил обучение в Ленинградской чертежно-конструкторской школе.
Добровольно вступил в ряды Красной армии, там был принят в ВЛКСМ. Во время обучения в институте, который позже окончил с отличием, стал кандидатом в члены ВКП(б). До 1931 года жизнь молодого человека была благополучной, пока его отец не попал под репрессии и был раскулачен. В семье земельных наделов не было, но был крепкий жилой дом, приобретенный в 1917 году. Ивана Михайловича, комиссара полка, уволили с позором из Армии. Корнилов вернулся в родное село.
В 1937 году умер отец. Иван тогда проходил обучение в Ленинградском институте по направлению от завода, где работал в отделе снабжения, готовился защитить диплом по инженерной специальности, на тему: «Прицел для танковой пушки с неподвижным окуляром и стабилизатором поля зрения». По завершении обучения в ВУЗе был направлен в город Красногорск Московской области на оптико-механический завод «Зоркий». Трудился сменным инженером, начальником смены. В 1941 году завод был эвакуирован в Новосибирск, Иван Михайлович последовал вместе с предприятием. Всю войну и до 1953 года работал на этом заводе.
В 1953 году направлен на работу в Свердловск.
С 1961 по 1986 годы трудился в должности директора Уральского оптико-механического завода. Лауреат Государственной премии «За развитие авиационной техники». Награжден различными государственными наградами, орденами и медалями. После ухода на заслуженный отдых в 1986 году Корнилов возглавлял Совет ветеранов Октябрьского района города Свердловска. Неоднократно избирался депутатом районного и городского советов
Воспитал четырёх дочерей. Проживал в городе Екатеринбурге.
Умер 27 апреля 1998 года. Похоронен на Сибирском кладбище Екатеринбурга.

## Награды и звания
- Орден Ленина;
- Орден Октябрьской Революции;
- Орден Трудового Красного Знамени;
- Медаль «За доблестный труд в Великой Отечественной войне 1941-1945 гг.»;
- Лауреат государственной премии СССР[4];
- Почётный гражданин Екатеринбурга (1995)[4].